# Alan Pulido
Pour les articles homonymes, voir Pulido et Izaguirre.
Alan Pulido, né le 8 mars 1991 à Ciudad Victoria à Tamaulipas, est un footballeur international mexicain. Il joue au poste d'attaquant au CD Guadalajara.
Le 28 mai 2016, il est enlevé dans le Nord du Mexique et est retenu en otage par 10 hommes armés. Il est libéré le 29 mai avant minuit par les autorités mexicaines.

## Biographie
Le 10 décembre 2019, il rejoint le Sporting Kansas City en Major League Soccer pour un transfert record de 9 500 000 dollars pour la franchise américaine.

## Palmarès

### En club
- Tigres UANL
  - Vainqueur de la North American SuperLiga en 2009
  - Champion du Mexique en 2011 (Tournoi d'ouverture)
  - Vainqueur de la Coupe du Mexique Clausura en 2014
- Olympiakos
  - Champion de Grèce en 2016
- Chivas Guadalajara
  - Champion du Mexique en 2017 (Tournoi de clôture)
  - Vainqueur de la Coupe du Mexique Clausura en 2017
  - Vainqueur de la Ligue des champions de la CONCACAF en 2018

### En sélection
- Équipe du Mexique des moins de 20 ans
  - Vainqueur du Championnat de la CONCACAF des moins de 20 ans en 2011
- Équipe du Mexique des moins de 23 ans
  - Vainqueur du Tournoi de Toulon en 2012